# Kia XCeed
Der Kia XCeed ist ein Crossover-SUV des südkoreanischen Automobilherstellers Kia Motors auf Basis des Kia Ceed (CD).

## Geschichte
Angekündigt wurde das Fahrzeug bereits im Februar 2019. Ein erstes Bild des XCeed wurde am 5. Juni 2019 veröffentlicht, am 26. Juni 2019 wurde er schließlich offiziell vorgestellt. Am 21. September 2019 kam das Modell zu den Händlern. Eine überarbeitete Version wurde im Juli 2022 präsentiert. Sie kam im September 2022 in den Handel.
Zwischen Februar 2020 und April 2024 wurde der XCeed auch mit dem aus dem Niro bekannten Plug-in-Hybrid-Antrieb angeboten. Hierbei liegt der Akkumulator unter der Rücksitzbank, weshalb auch das Kofferraumvolumen von 426 auf 291 Liter sinkt.

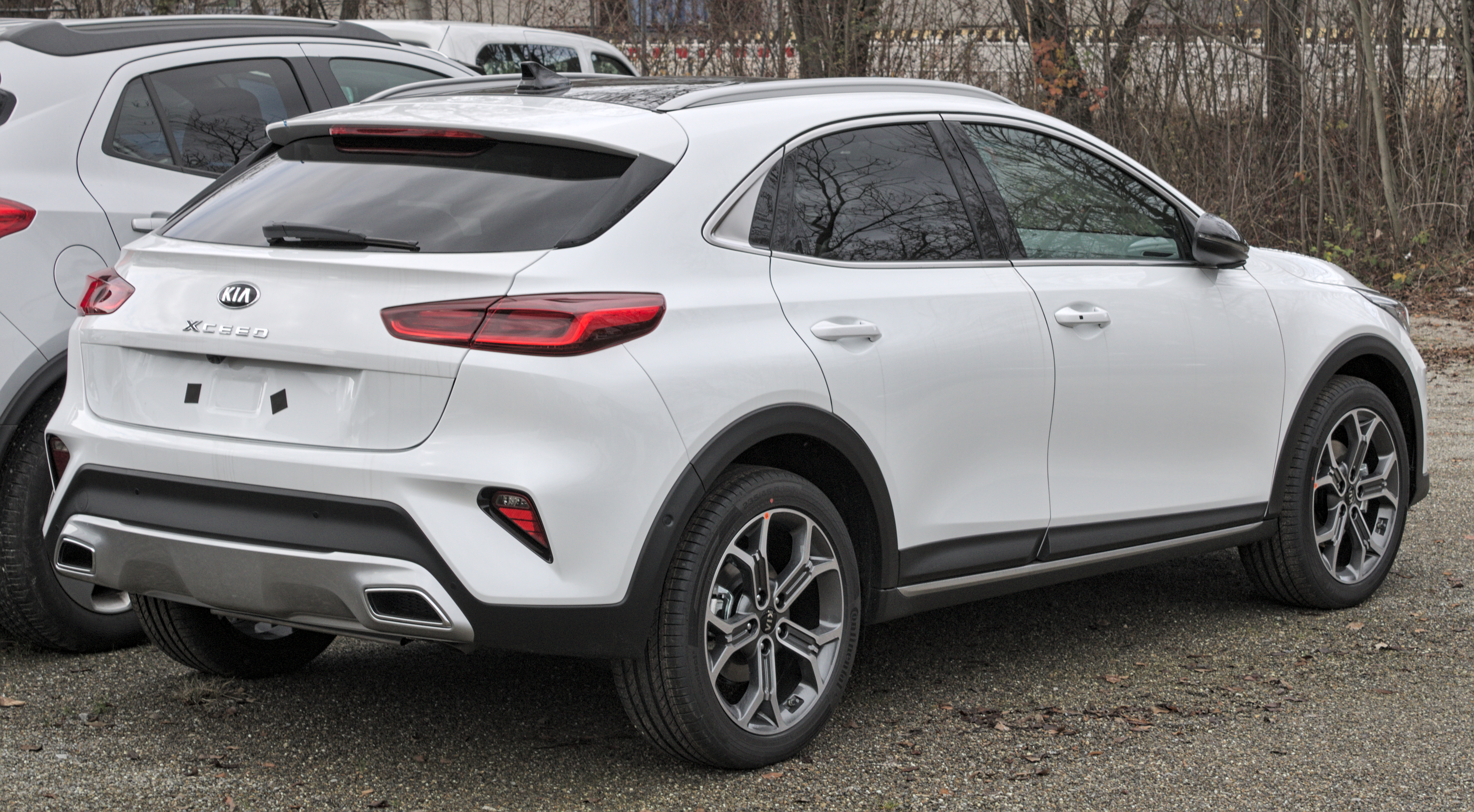
Heckansicht
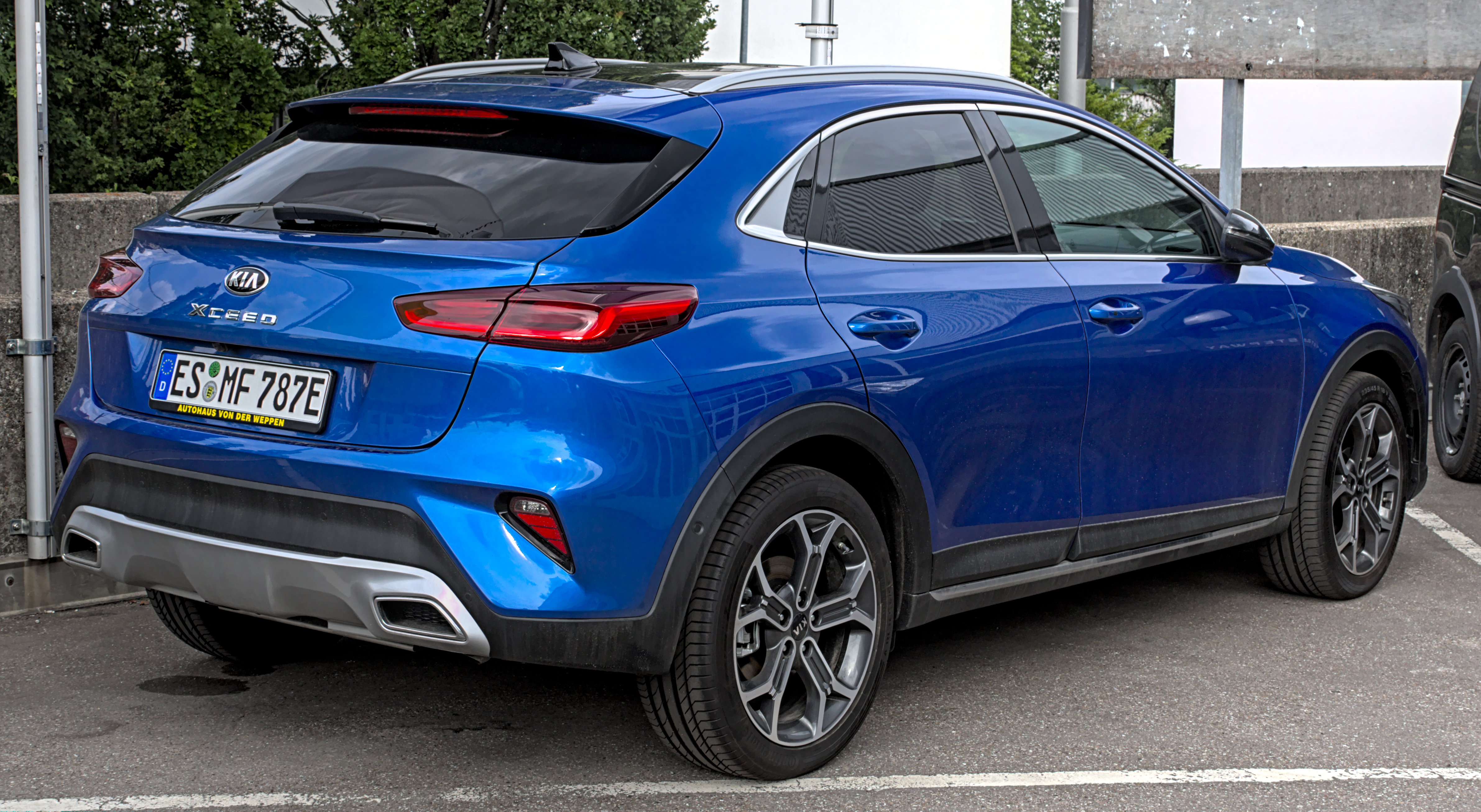
Kia XCeed Plug-in-Hybrid (2020–2022)
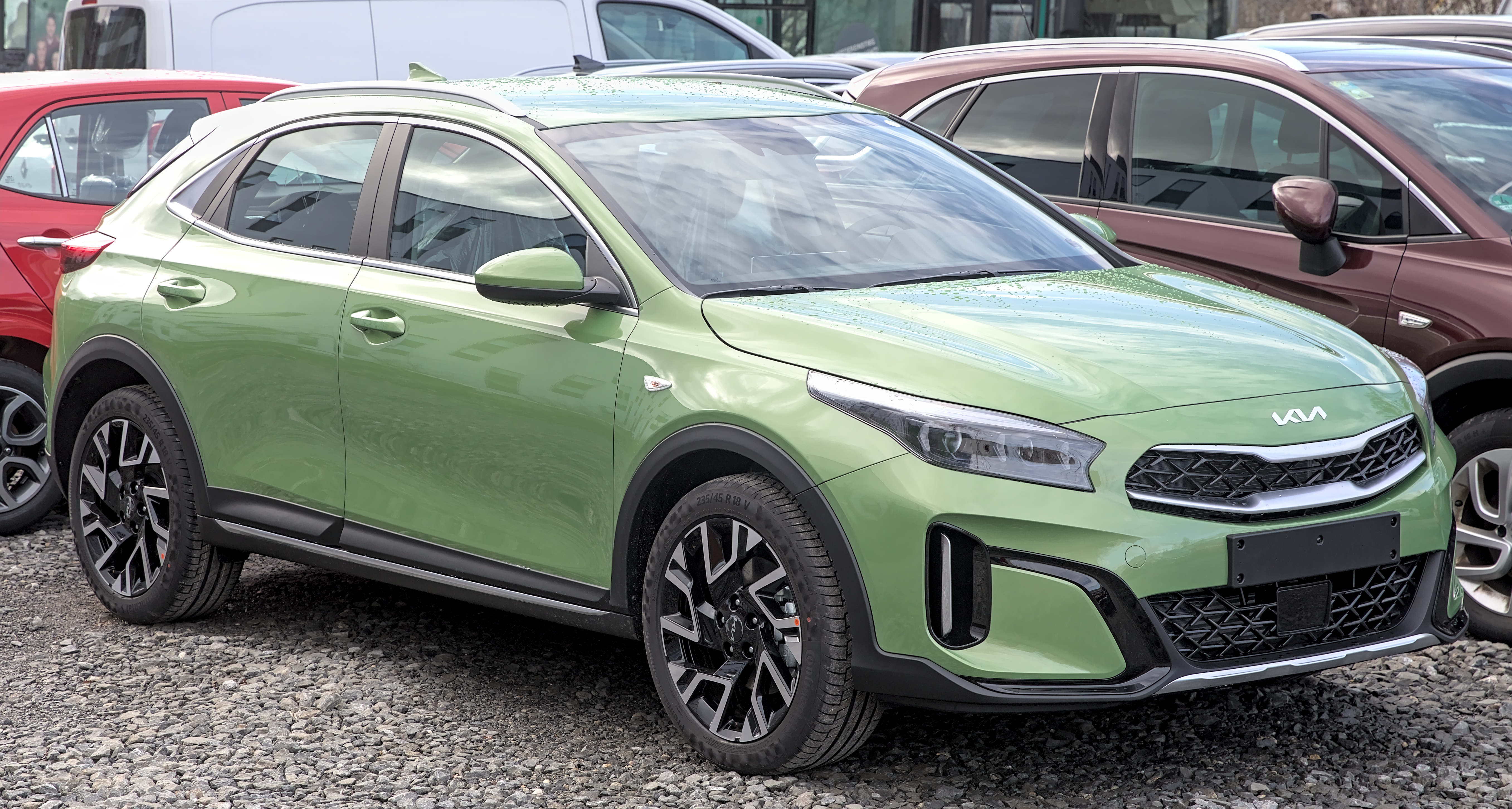
Kia XCeed (seit 2022)
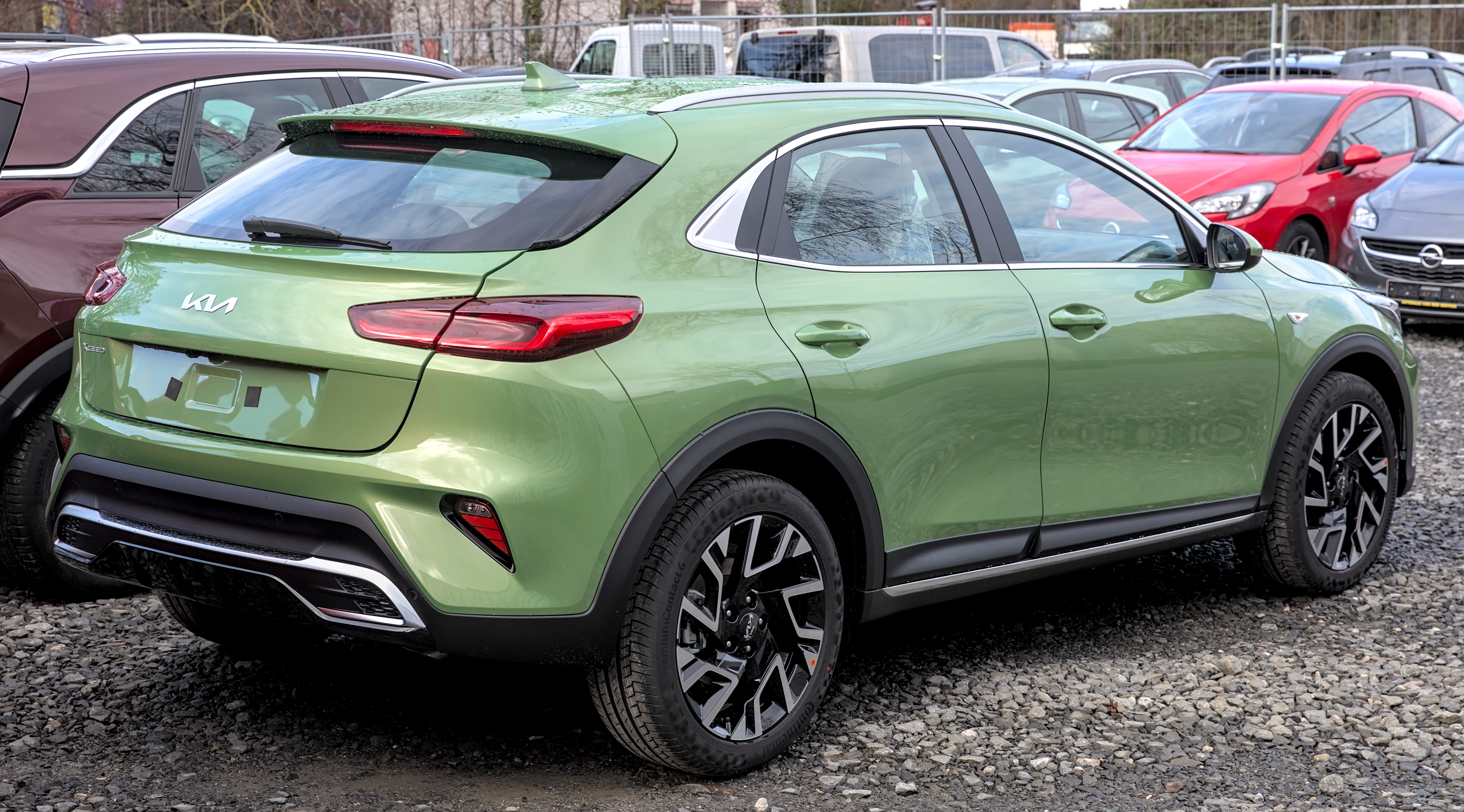
Heckansicht
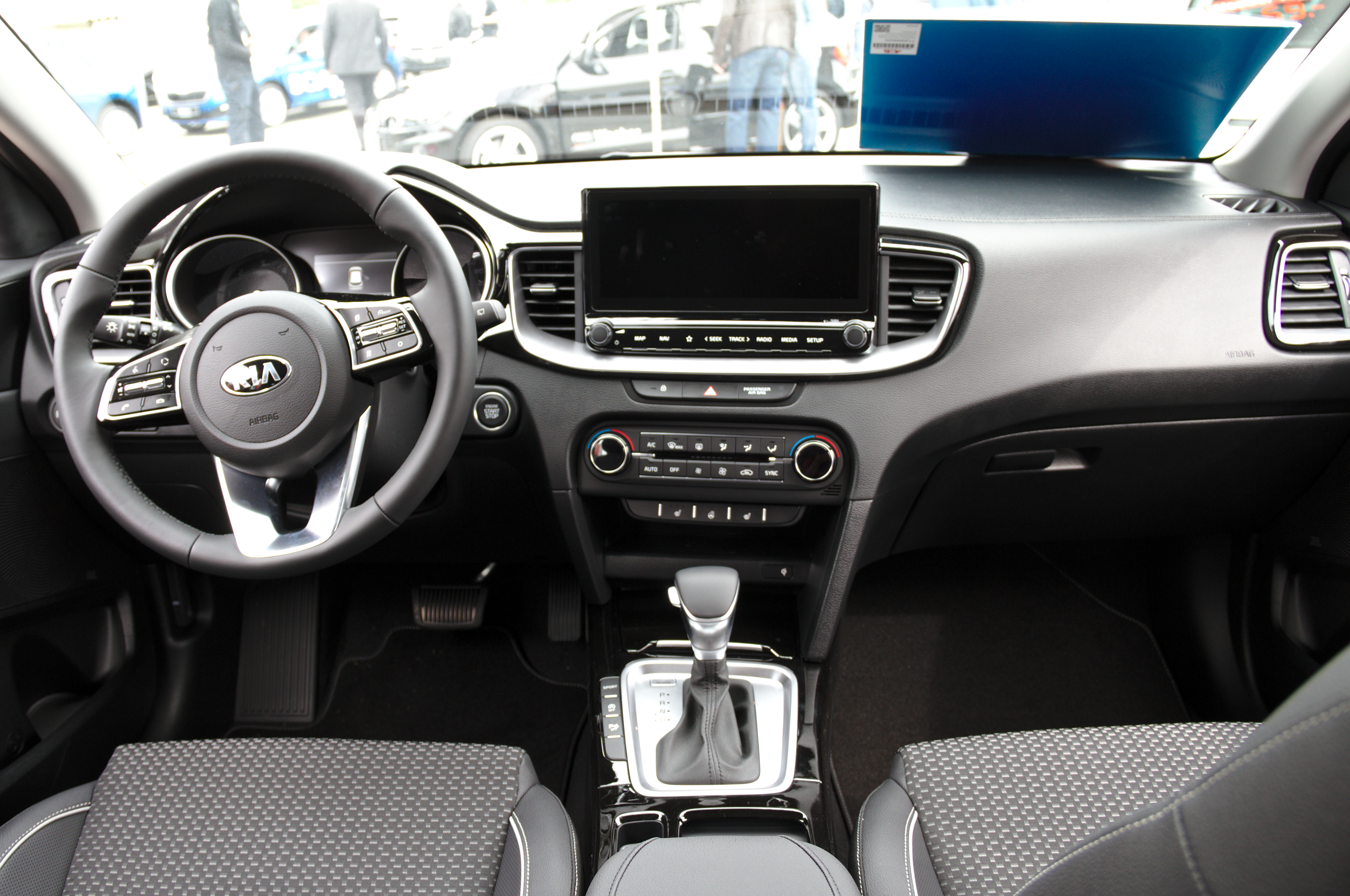
Innenansicht

## Technik
Technisch basiert das Crossover-SUV auf der dritten Generation des Ceed. Die einzigen gemeinsamen Elemente sind die Vordertüren. Die Scheinwerfer sind anders gestaltet, die Motorhaube ist länger. Am Heck ähnelt der XCeed dem ProCeed.

## Technische Daten
Das Fahrzeug nutzt die aus dem Ceed bekannte Motorenpalette. Lediglich die Basismotorisierung mit 73 kW (99 PS) ist nicht erhältlich. Wie im Ceed ist auch Allradantrieb nicht verfügbar. Mit der Umstellung auf die Abgasnorm Euro 6e wurde die Antriebspalette im Frühjahr 2024 überarbeitet und die leistungsstarken Motoren gestrichen. Im Juli 2025 wurden die Antriebe erneut überarbeitet.
|                                              | 1.0 T-GDi                                                      | 1.0 T-GDi                                                      | 1.0 T-GDi                                                      | 1.0 T-GDi                                                      | 1.4 T-GDi                                                      | 1.5 T-GDi                                                      | 1.5 T-GDi                                                      | 1.6 T-GDi                                                      | 1.6 T-GDi                                                      | 1.6 T-GDi                                                      | 1.6 T-GDi                                                      | 1.6 GDI Plug-in-Hybrid                          | 1.6 GDI Plug-in-Hybrid                          | 1.6 CRDi                                                       | 1.6 CRDi                                                       | 1.6 CRDi                                                       |
| -------------------------------------------- | -------------------------------------------------------------- | -------------------------------------------------------------- | -------------------------------------------------------------- | -------------------------------------------------------------- | -------------------------------------------------------------- | -------------------------------------------------------------- | -------------------------------------------------------------- | -------------------------------------------------------------- | -------------------------------------------------------------- | -------------------------------------------------------------- | -------------------------------------------------------------- | ----------------------------------------------- | ----------------------------------------------- | -------------------------------------------------------------- | -------------------------------------------------------------- | -------------------------------------------------------------- |
| Bauzeitraum:                                 | 05/2024–07/2025                                                | seit 07/2025                                                   | 09/2019–03/2021                                                | 04/2021–04/2024                                                | 09/2019–03/2021                                                | 05/2024–07/2025                                                | 03/2021–04/2024                                                | 09/2019–03/2021                                                | 03/2021–04/2024                                                | seit 07/2025                                                   | seit 07/2025                                                   | 02/2020–09/2020                                 | 09/2020–04/2024                                 | 09/2019–09/2020                                                | 09/2019–03/2021                                                | 03/2021–11/2023                                                |
| Motortyp:                                    | R3-Ottomotor                                                   | R3-Ottomotor                                                   | R3-Ottomotor                                                   | R3-Ottomotor                                                   | R4-Ottomotor                                                   | R4-Ottomotor                                                   | R4-Ottomotor                                                   | R4-Ottomotor                                                   | R4-Ottomotor                                                   | R4-Ottomotor                                                   | R4-Ottomotor                                                   | R4-Ottomotor + Elektromotor                     | R4-Ottomotor + Elektromotor                     | R4-Dieselmotor                                                 | R4-Dieselmotor                                                 | R4-Dieselmotor                                                 |
| Motorbauart:                                 | Dreizylinder-Reihenmotor mit Direkteinspritzung und Turbolader | Dreizylinder-Reihenmotor mit Direkteinspritzung und Turbolader | Dreizylinder-Reihenmotor mit Direkteinspritzung und Turbolader | Dreizylinder-Reihenmotor mit Direkteinspritzung und Turbolader | Vierzylinder-Reihenmotor mit Direkteinspritzung und Turbolader | Vierzylinder-Reihenmotor mit Direkteinspritzung und Turbolader | Vierzylinder-Reihenmotor mit Direkteinspritzung und Turbolader | Vierzylinder-Reihenmotor mit Direkteinspritzung und Turbolader | Vierzylinder-Reihenmotor mit Direkteinspritzung und Turbolader | Vierzylinder-Reihenmotor mit Direkteinspritzung und Turbolader | Vierzylinder-Reihenmotor mit Direkteinspritzung und Turbolader | Vierzylinder-Reihenmotor mit Direkteinspritzung | Vierzylinder-Reihenmotor mit Direkteinspritzung | Vierzylinder-Dieselmotor mit Direkteinspritzung und Turbolader | Vierzylinder-Dieselmotor mit Direkteinspritzung und Turbolader | Vierzylinder-Dieselmotor mit Direkteinspritzung und Turbolader |
| Antrieb:                                     | Steuerkette                                                    | Steuerkette                                                    | Steuerkette                                                    | Steuerkette                                                    | Steuerkette                                                    | Steuerkette                                                    | Steuerkette                                                    | Steuerkette                                                    | Steuerkette                                                    | Steuerkette                                                    | Steuerkette                                                    | Steuerkette                                     | Steuerkette                                     | Zahnriemen                                                     | Zahnriemen                                                     | Zahnriemen                                                     |
| Hubraum:                                     | 998 cm³                                                        | 998 cm³                                                        | 998 cm³                                                        | 998 cm³                                                        | 1353 cm³                                                       | 1482 cm³                                                       | 1482 cm³                                                       | 1591 cm³                                                       | 1591 cm³                                                       | 1598 cm³                                                       | 1598 cm³                                                       | 1580 cm³                                        | 1580 cm³                                        | 1598 cm³                                                       | 1598 cm³                                                       | 1598 cm³                                                       |
| Verdichtungsverhältnis:                      | 10,0 : 1                                                       | 11,5 : 1                                                       | 10,0 : 1                                                       | 10,5 : 1                                                       | 10,0 : 1                                                       | 10,5 : 1                                                       | 10,5 : 1                                                       | 10,0 : 1                                                       | 10,0 : 1                                                       | 11,0 : 1                                                       | 11,0 : 1                                                       | 13,0 : 1                                        | 13,0 : 1                                        | 15,9 : 1                                                       | 15,9 : 1                                                       | 15,9 : 1                                                       |
| max. Leistung bei min-1:                     | 74 kW (100 PS)/ 6000                                           | 85 kW (115 PS)/ 6000                                           | 88 kW (120 PS)/ 6000                                           | 88 kW (120 PS)/ 6000                                           | 103 kW (140 PS)/ 6000                                          | 103 kW (140 PS)/ 5500                                          | 118 kW (160 PS)/ 5500                                          | 150 kW (204 PS)/ 6000                                          | 150 kW (204 PS)/ 6000                                          | 110 kW (150 PS)/ 4500–6000                                     | 132 kW (180 PS)/ 6000                                          | 104 kW (141 PS)/ 5700 (1)                       | 104 kW (141 PS)/ 5700 (1)                       | 85 kW (115 PS)/ 4000                                           | 100 kW (136 PS)/ 4000                                          | 100 kW (136 PS)/ 4000                                          |
| max. Drehmoment bei min-1:                   | 172 Nm/1500–3500                                               | 200 Nm/2000–3000                                               | 172 Nm/1500–4000                                               | 172 Nm/1500–4000                                               | 242 Nm/1500–3200                                               | 253 Nm/1500–3000                                               | 253 Nm/1500–3500                                               | 265 Nm/1500–4500                                               | 265 Nm/1500–4500                                               | 250 Nm/1500–4000                                               | 265 Nm/1500–4500                                               | 265 Nm/1000–2400 (2)                            | 265 Nm/4000 (2)                                 | 280 Nm/1500–2750                                               | 280 Nm/1500–3000 [320 Nm / 2000–2250]                          | 280 Nm/1500–3000 [320 Nm / 2000–2250]                          |
| Antriebsart:                                 | Vorderradantrieb                                               | Vorderradantrieb                                               | Vorderradantrieb                                               | Vorderradantrieb                                               | Vorderradantrieb                                               | Vorderradantrieb                                               | Vorderradantrieb                                               | Vorderradantrieb                                               | Vorderradantrieb                                               | Vorderradantrieb                                               | Vorderradantrieb                                               | Vorderradantrieb                                | Vorderradantrieb                                | Vorderradantrieb                                               | Vorderradantrieb                                               | Vorderradantrieb                                               |
| Getriebe, serienmäßig:                       | 6-Gang-Schaltgetriebe                                          | 6-Gang-Schaltgetriebe                                          | 6-Gang-Schaltgetriebe                                          | 6-Gang-Schaltgetriebe                                          | 6-Gang-Schaltgetriebe                                          | 6-Gang-Schaltgetriebe                                          | 6-Gang-Schaltgetriebe                                          | 6-Gang-Schaltgetriebe                                          | 7-Gang-DCT                                                     | 7-Gang-DCT                                                     | 7-Gang-DCT                                                     | 6-Gang-DCT                                      | 6-Gang-DCT                                      | 6-Gang-Schaltgetriebe                                          | 6-Gang-Schaltgetriebe                                          | 7-Gang-DCT                                                     |
| Getriebe, optional:                          | —                                                              | —                                                              | —                                                              | —                                                              | [7-Gang-DCT]                                                   | [7-Gang-DCT]                                                   | [7-Gang-DCT]                                                   | [7-Gang-DCT]                                                   | —                                                              | —                                                              | —                                                              | —                                               | —                                               | [7-Gang-DCT] (3)                                               | [7-Gang-DCT]                                                   | —                                                              |
| Leergewicht:                                 | 1347 kg                                                        | 1351 kg                                                        | 1332 kg                                                        | 1347 kg                                                        | 1345 kg [1375 kg]                                              | 1370 kg [1400 kg]                                              | 1370 kg [1400–1430 kg]                                         | 1390 kg [1417 kg]                                              | 1421 kg                                                        | 1419 kg                                                        | 1419 kg                                                        | 1519 kg                                         | 1519 kg                                         | 1415 kg [1440 kg]                                              | 1415 kg [1440 kg]                                              | 1430 kg                                                        |
| Höchstgeschwindigkeit:                       | 174 km/h                                                       | 182 km/h                                                       | 186 km/h                                                       | 186 km/h                                                       | 200 km/h [200 km/h]                                            | 195 km/h [195 km/h]                                            | 208 km/h [208 km/h]                                            | 220 km/h [220 km/h]                                            | 220 km/h                                                       | 203 km/h                                                       | 210 km/h                                                       | 155–193 km/h                                    | 155–193 km/h                                    | 190 km/h [190 km/h]                                            | 196 km/h [198 km/h]                                            | 198 km/h                                                       |
| Beschleunigung, 0–100 km/h:                  | 13,4 s                                                         | 11,7 s                                                         | 11,3 s                                                         | 11,5 s                                                         | 9,4 s [9,5 s]                                                  | 10,2 s [10,4 s]                                                | 9,0 s [9,2 s]                                                  | 7,7 s [7,5 s]                                                  | 7,5 s                                                          | 9,3 s                                                          | 8,5 s                                                          | 11,0 s                                          | 11,0 s                                          | 11,4 s [11,1 s]                                                | 10,6 s [10,1 s]                                                | 10,1 s                                                         |
| Kraftstoffverbrauch auf 100 km (kombiniert): | 6,3 l Super                                                    | 6,4 l Super                                                    | 5,4–5,7 l Super                                                | 5,5–5,7 l Super                                                | 6,0–6,2 l Super [5,7–5,9 l Super]                              | 6,4 l Super [6,5 l Super]                                      | 5,7–5,9 l Super [5,4–6,1 l Super]                              | 6,7–6,9 l Super [6,2–6,5 l Super]                              | 6,5 l Super                                                    | 6,8 l Super                                                    | 6,8 l Super                                                    | 1,2–1,4 l Super                                 | 1,2–1,3 l Super                                 | 4,1–4,3 l Diesel                                               | 4,3–4,4 l Diesel [4,4–4,6 l Diesel]                            | 4,4–4,6 l Diesel                                               |
| CO2-Emission, kombiniert:                    | 143 g/km                                                       | 144 g/km                                                       | 124–130 g/km                                                   | 126–131 g/km                                                   | 137–142 g/km [130–135 g/km]                                    | 146 g/km [148 g/km]                                            | 129–134 g/km [123–139 g/km]                                    | 153–158 g/km [143–148 g/km]                                    | 147 g/km                                                       | 155 g/km                                                       | 155 g/km                                                       | 29–35 g/km                                      | 29–31 g/km                                      | 109–114 g/km                                                   | 112–117 g/km [117–122 g/km]                                    | 116–121 g/km                                                   |
| Abgasnorm nach EU-Klassifikation:            | Euro 6e                                                        | Euro 6e                                                        | Euro 6d-TEMP                                                   | Euro 6d                                                        | Euro 6d-TEMP                                                   | Euro 6e                                                        | Euro 6d                                                        | Euro 6d-TEMP                                                   | Euro 6d                                                        | Euro 6e                                                        | Euro 6e                                                        | Euro 6d-TEMP                                    | Euro 6d                                         | Euro 6d-TEMP                                                   | Euro 6d-TEMP                                                   | Euro 6d                                                        |